# Бавачката ми е вампир (филм)
„Бавачката ми е вампир“ (на английски: My Babysitter's a Vampire) е канадски телевизионен филм и комедия на ужасите от 2010 г. на режисьора Бърс Макдоналд и участват Ванеса Морган и Матю Найт.
Филмът е излъчен на 9 октомври 2010 г. по канадския канал Teletoon. Френската версия на филма се излъчва по френско-канадския двойник канал на Teletoon – Télétoon на 16 октомври 2010 г. Също така се излъчва и в Съединените щати на 10 юни 2011 г. по Дисни Ченъл.

## В България
В България филмът е излъчен на 8 април 2011 г. по локалната версия на Дисни Ченъл с нахсинхронен дублаж на български език, записан в студио „Александра Аудио“. Екипът се състои от:
| Изпълнителен продуцент | Васил Новаков                                                                                               |
| Преводач               | Йоанна Йорданова                                                                                            |
| Озвучаващи артисти     | Яна Огнянова Живка Донева Таня Етимова Живко Джуранов Росен Русев Петър Бонев Мартин Герасков Стоян Цветков |
| Тонрежисьор            | Пламен Пенев                                                                                                |
| Режисьор на дублажа    | Петър Върбанов                                                                                              |